# Afrotyphlops bibronii
Espèce
Synonymes
- Onychocephalus bibronii Smith, 1846
- Typhlops bibronii (Smith, 1846)

Afrotyphlops bibronii est une espèce de serpents de la famille des Typhlopidae. 

## Répartition
Cette espèce se rencontre en Afrique du Sud, au Swaziland, au Botswana et au Zimbabwe.

## Étymologie
Cette espèce est nommée en l'honneur de Gabriel Bibron.

## Publication originale
- Smith, 1846 : Illustrations of the zoology of South Africa, Reptilia. London: Smith, Elder, & Co.